# Charles Spencer (3e duc de Marlborough)
Pour les articles homonymes, voir Charles Spencer et Spencer.
Charles Spencer (22 novembre 1706 – 20 octobre 1758), 3e duc de Marlborough, aussi connu aussi sous le nom de comte de Sunderland entre 1729 et 1733, est un général et homme politique britannique. 

## Biographie
Il est le deuxième fils de Charles Spencer, 3e comte de Sunderland, et de Anne Spencer.
Il hérite du titre de comte de Sunderland à la mort de son frère aîné en 1729, devenant ainsi le 5e comte de Sunderland. Le titre du duc de Marlborough lui vient de sa tante, Henrietta Godolphin, en 1733.
Il est l'un des premiers directeurs du Foundling Hospital. Il est nommé lord du sceau privé en 1755.

## Guerre de Sept Ans
Il est surtout connu pour sa participation à la première partie de la guerre de Sept Ans. Il dirige les troupes anglaises lors d'une attaque navale contre Saint Malo en 1758. Après la capture d'Emden, il dirige la force expéditionnaire britannique envoyée en soutien au duc de Brunswick mais meurt en 1758, laissant le commandement à John Manners.

## Mariage et descendance

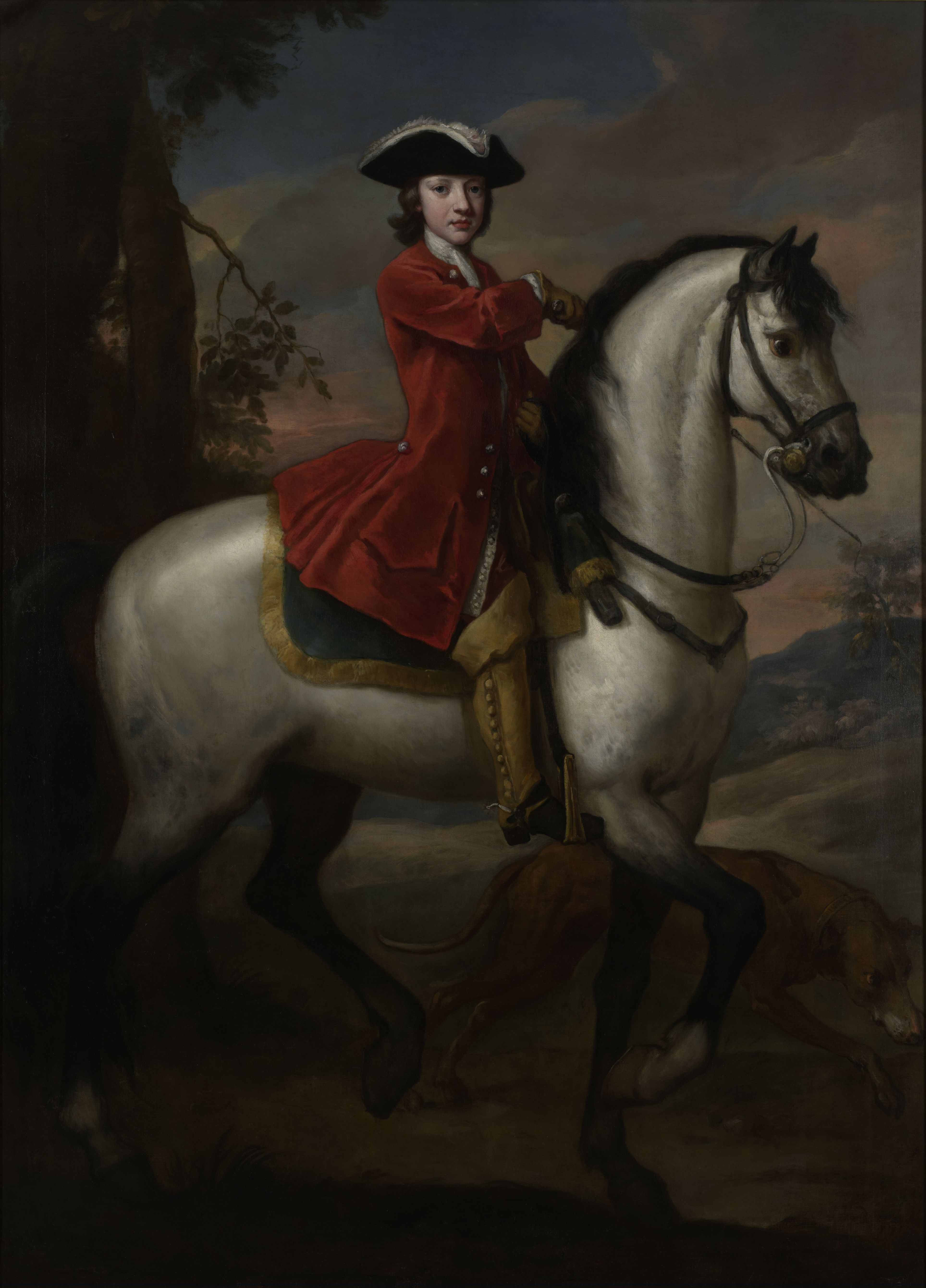
Charles Spencer jeune, par John Vanderbank.

Il épouse Elizabeth Trevor. Le couple a cinq enfants :
- Lady Diana Beauclerk (1734-1808). Elle se marie en premières noces à Frederick St John (2e vicomte Bolingbroke) et en secondes à Topham Beauclerk ;
- Elizabeth Spencer, comtesse de Pembroke et Montgomery (1737 – 30 avril 1831), mariée à Henry Herbert, 10e comte de Pembroke ;
- George Spencer (26 janvier 1739 – 29 janvier 1817), 4e duc de Marlborough ;
- Lord Charles Spencer (1740-1820) (31 mars 1740 – 16 juin 1820) ;
- Lord Robert Spencer (1747-1831) (3 mai 1747 – 23 juin 1831).